# Zomerprogrammering
De zomerprogrammering is een programmering gedurende de zomer (meestal juni-september) waarin televisie- of radioprogramma's met zomerstop gaan. Ze worden meestal vervangen door herhalingen (voorbeeld Vlaanderen: De Kampioenen) of soms door een zomervariant (voorbeeld: De Zomer Draait Door in plaats van De Wereld Draait Door, in Vlaanderen: 1000 zonnen in plaats van Man Bijt Hond) of door een heel ander programma. 
De reden van de afwezigheid van de bekendere programma's ligt in de lagere kijkcijfers, bij commerciële zenders gekoppeld aan de lagere reclameinkomsten.  Bij alle zenders is er de wens nieuwe programma's op te sparen tot na vakantietijd en zomerseizoen terug een groter potentieel kijkerspubliek aanwezig is.  De periode van zomerprogramma's wordt ook wel de komkommertijd genoemd.